# Кунчурук (село)
Кунчурук (рос. Кунчурук) — село у Болотнинському районі Новосибірської області Російської Федерації.
Входить до складу муніципального утворення Кунчуруцька сільрада. Населення становить 465 осіб (2010).

## Історія
Згідно із законом від 2 червня 2004 року органом місцевого самоврядування є Кунчуруцька сільрада.

## Населення
| 2002 | 2007 | 2010 |
| ---- | ---- | ---- |
| 485  | ↘441 | ↗465 |